# Big Time Rush (grup)
Big Time Rush (també conegut com a el BTR) fou una boy band formada el 2009 a Los Angeles de Califòrnia i composta per Kendall Schmidt, James Maslow, Carlos Pena Jr i Logan Henderson. La banda deixà d'actual l'any 2014.

## Discografia
- BTR (2010)
- Elevate (2011)
- 24/Seven (2013)